# KG캐피탈
KG캐피탈 주식회사(영어: KG Capital)는 KG모빌리티의 캡티브 금융사이다.

## 역사
2015년 10월 28일 SY오토캐피탈이라는 법인으로 설립되었으며, 2015년 12월 8일 여신전문금융업법에 따라 금융위원회에 등록되었다. 이후 쌍용자동차가 2023년 3월 22일부로 KG그룹에 인수되어 KG모빌리티로 상호를 변경함에 따라 동년 3월 24일에 KG캐피탈로 상호를 변경하였다.

### 참조주
1. ↑  상법 상 본사 주소: 경기도 평택시 동삭로 455-12 (칠괴동)